# Diecéze Xingu-Altamira
Diecéze Xingu-Altamira je římskokatolická diecéze nacházející se v Brazílii.

## Území
Zahrnuje území deseti měst státu Pará: Altamira, Vitória do Xingu, Senador José Porfírio, Porto de Moz, Gurupá, Anapu, Brasil Novo, Medicilândia, Uruará a Placas.
Biskupským sídlem je město Altamira, kde se nachází hlavní chrám, katedrála Nejsvětějšího Srdce Ježíšova.

## Historie
Dne 16. srpna 1934 byla bulou Animarum bonum papeže Pia XI. zřízena z části území arcidiecéze Belém do Pará, územní prelatury Santíssima Conceição do Araguaia a územní prelatury Santarém nová územní prelatura Xingu.
Dne 6. listopadu 2019 byla prelatura bulou Tamquam fidei zrušena a její území bylo včleněno do nové diecéze Xingu-Altamira. Stejného dne byla část území včleněna do diecéze Marabá a další část použita ke zřízení územní prelatury Alto Xingu-Tucumã.

## Seznam biskupů
- Clemente Geiger, C.PP.S. (1948–1971)
- Eurico Kräutler, C.PP.S. (1971–1981)
- Erwin Kräutler, C.PP.S. (1971–2015)
- João Muniz Alves, O.F.M. (od 2019)